# Casa al carrer Bernat Tallaferro (Besalú)
La Casa al carrer Bernat Tallaferro és una obra de Besalú (Garrotxa) protegida com a Bé Cultural d'Interès Local.

## Descripció
Casa del segle XII-XIII, que conserva part de l'estructura interna de l'època. La façana és una part molt interessant ja que conté una porta de fusta ben conservada i també dos finestrals geminats amb columnes.